# マリア・マグダレーナ・ヴァン・ベートーヴェン

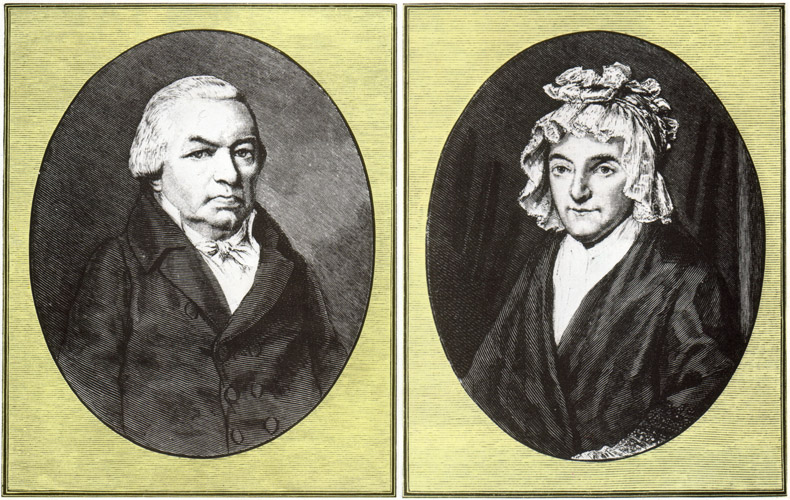
ヨハンとマリア・マグダレーナ

マリア・マグダレーナ・ヴァン・ベートーヴェン（Maria Magdalena van Beethoven 旧姓ケーヴェリヒ Keverich 1746年12月19日 - 1787年7月17日）は、ボンの宮廷音楽家ヨハン・ヴァン・ベートーヴェンの妻で作曲家ルートヴィヒ・ヴァン・ベートーヴェンの母。生誕地はムッター・ベートーヴェン・ハウスという博物館となっている。

## 生涯

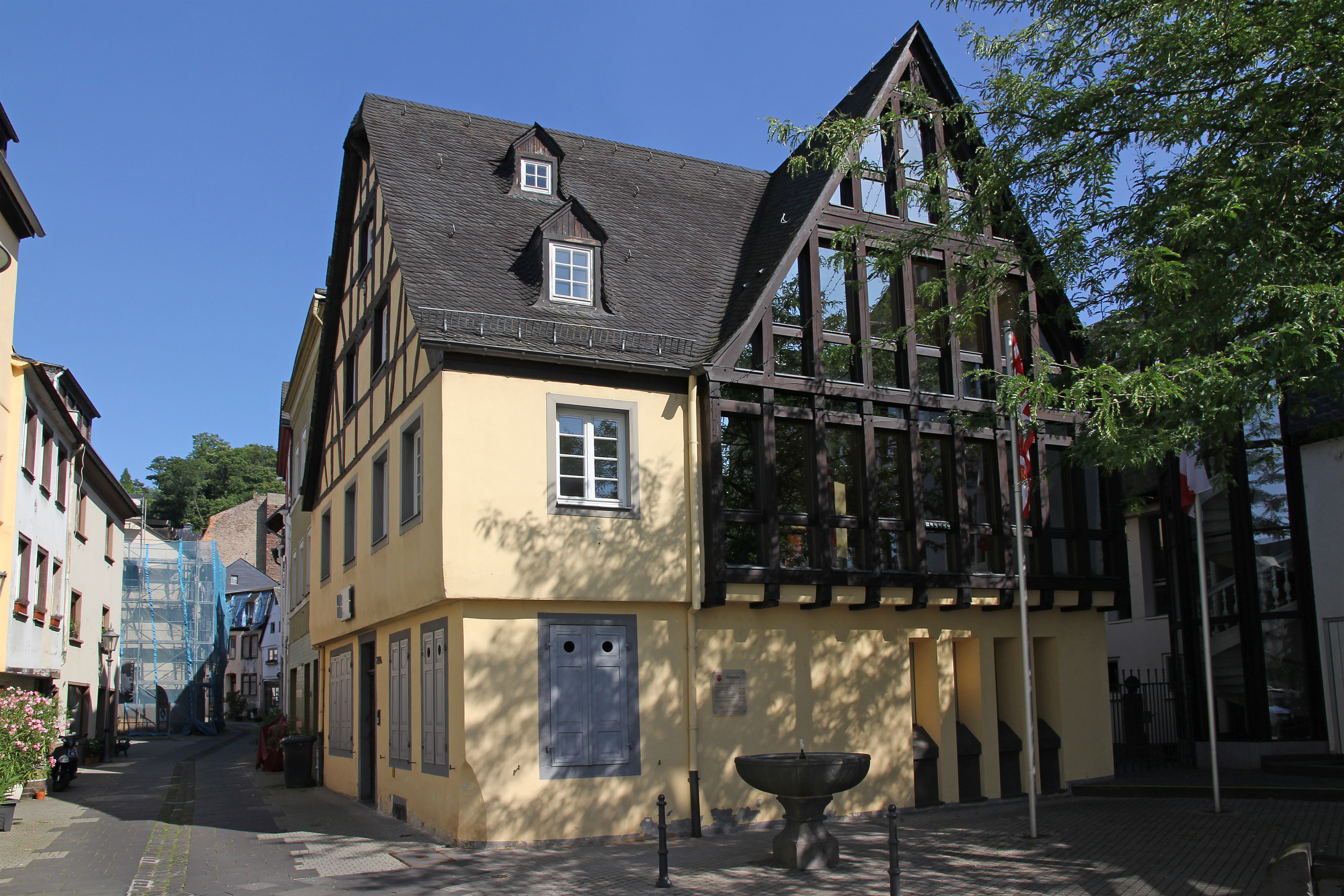
現在博物館となっている生家。

ライン川を挟みコブレンツの対岸にあるエーレンブライトシュテイン（現在はコブレンツの一部）に生まれた。父はヨハン・ハインリヒ・ケフェリヒ（1701年-1759年）、母はアンナ・クララ（旧姓ヴェストルフ Westorff 1707年-1768年）であり、2人は1731年に結婚していた。ヨハンは1733年からトリーア選帝侯の宮廷料理長を務め、エーレンブライトシュテインのシュロス・フィリップスブルクに居を構えていた。
マリア・マグダレーナは彼らの6人の子どものうち、末子であった。1763年1月30日、彼女はトリーア大司教に仕えるヨハン・ゲオルク・レイムと結婚した。彼は1765年にこの世を去っている。
マリア・マグダレーナは1767年11月12日にボンの聖レミギウス教会でヨハン・ヴァン・ベートーヴェンと再婚する。ヨハンの父はボンにあったケルン選帝侯領の宮廷でカペルマイスターを務めており、ヨハンもその宮廷音楽家だった。ヨハンとマリアは7人の子を儲けた。将来作曲家になるルートヴィヒは1770年に生まれた2番目の子である。
マリアは1787年に結核により40歳で命を落とした。彼女の生誕地は現在ムッター・ベートーヴェン・ハウスという博物館になっている。

## 子ども
マリア・マグダレーナの産んだ7人の子どもたちは以下の通り。
- ルートヴィヒ・マリア・ヴァン・ベートーヴェン（1769年4月2日受洗-1769年4月8日）
- ルートヴィヒ・ヴァン・ベートーヴェン（1770年12月17日受洗-1827年3月26日ウィーン）
- カスパール・アントン・カール・ヴァン・ベートーヴェン（1774年4月8日受洗-1815年11月15日アルザーフォアシュタット（英語版））
- ニコラウス・ヨハン・ヴァン・ベートーヴェン（1776年10月2日受洗-1848年1月12日ヴィーデン）
- アンナ・マリア・フランツィスカ・ヴァン・ベートーヴェン（1779年2月23日受洗-1779年2月27日）
- フランツ・ゲオルク・ヴァン・ベートーヴェン（1781年1月17日受洗-1783年8月16日）
- アンナ・マルガレーテ・ヨーゼファ・ヴァン・ベートーヴェン（1786年5月5日受洗-1787年11月26日）